# 宁忠岩
宁忠岩（1999年11月3日—），黑龙江省牡丹江市人，中国男子速度滑冰运动员。

## 生平
2019-2020赛季，宁忠岩在哈萨克斯坦努尔苏丹站获得速度滑冰1500米冠军，这是中国选手首次在世界杯获得该项目冠军。在波兰马佐夫舍地区托马舒夫站获得团体竞速赛亚军，在白俄罗斯明斯克站获得1000米和团体竞速赛亚军，在加拿大卡尔加里站获得速度滑冰1500米的冠军。在世界杯总决赛中获得1500米亚军。
2020-2021赛季，宁忠岩在挪威斯塔万格站获得速度滑冰1500米冠军，在卡尔加里站获得速度滑冰1000米的冠军。在马佐夫舍地区托马舒夫站和盐湖城站获得1500米亚军。
2022年2月，宁忠岩參與北京冬季奧運會，在速度滑冰男子1000米賽事中獲第五名，是中国队在该项目继1994年冬奥会后最佳的成绩。